# Reidnitocrella djirgalanica
Reidnitocrella djirgalanica is een eenoogkreeftjessoort uit de familie van de Ameiridae. De wetenschappelijke naam van de soort is voor het eerst geldig gepubliceerd in 1978 door Borutsky.